# Dante Lugo
Dante Homérico Lugo González (Córdoba, 28 agosto 1933 – 30 novembre 1995) è stato un calciatore argentino, di ruolo attaccante.

## Carriera

### Club
Dopo gli inizi in Argentina si è trasferito all'Atlético Madrid, rimanendovici per due stagioni. Ritornato in terra natale, conquisterà due titoli nazionali, entrambi con il Boca Juniors, nel 1964 e nel 1965.

### Nazionale
Ha disputato due partite per la Nazionale argentina nel 1956.

## Palmarès

### Trofei nazionali
- Campionato argentino: 2

Boca Juniors: 1964, 1965